# Sarcophyton roseum

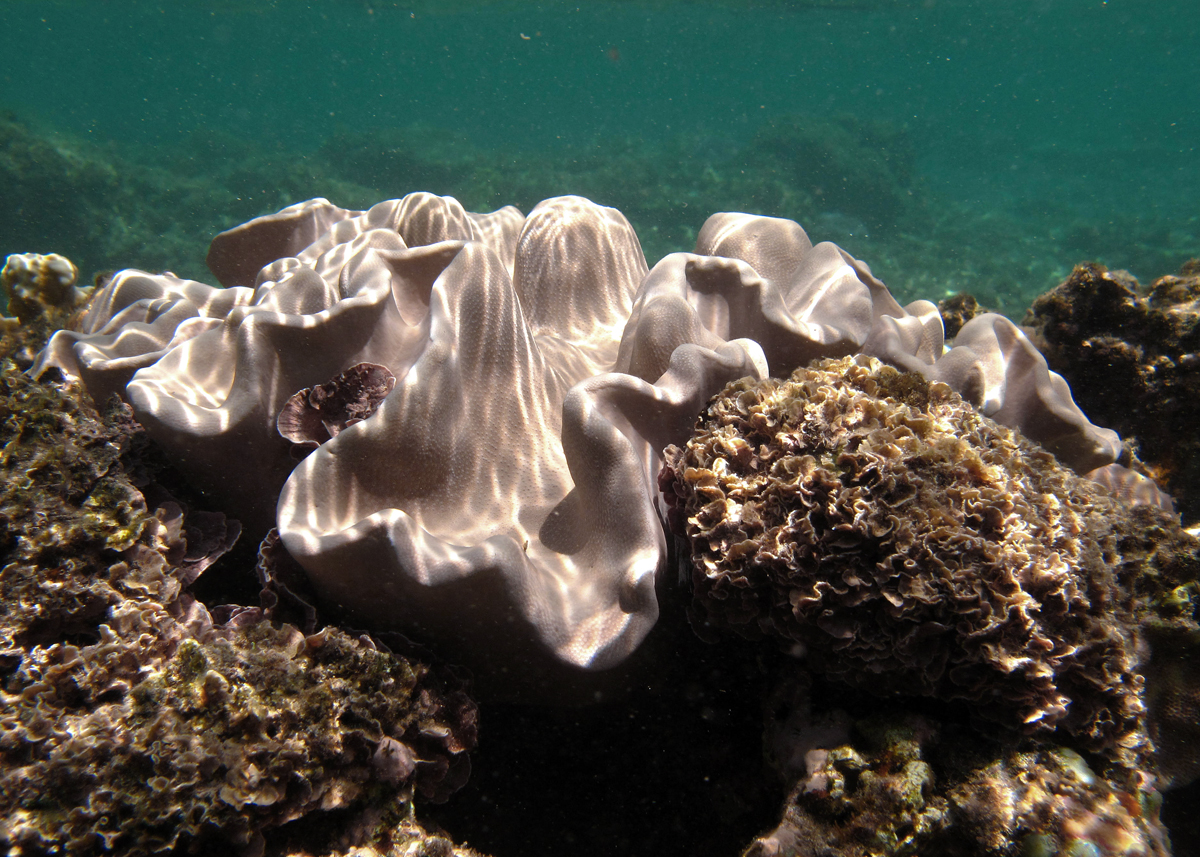
Sarcophyton roseum

Sarcophyton roseum is een zachte koraalsoort uit de familie Alcyoniidae. De koraalsoort komt uit het geslacht Sarcophyton. Sarcophyton roseum werd in 1903 voor het eerst wetenschappelijk beschreven door Pratt. 